# Otto Drescher
Pour les articles homonymes, voir Drescher.
Otto Johann Drescher (5 octobre 1895 à Nikl — 13 août 1944 à Memel) est un Generalleutnant allemand au sein de la Heer dans la Wehrmacht pendant la Seconde Guerre mondiale.
Il a été récipiendaire de la croix de chevalier de la croix de fer. Cette décoration est attribuée en reconnaissance d'un acte d'une extrême bravoure ou d'un succès de commandement important du point de vue militaire.

## Biographie
Otto Drescher meurt le 13 août 1944 à Memel.

## Décorations
- Croix de fer (1914)
  - 2e classe
  - 1re classe
- Insigne des blessés (1914)
  - en Noir
  - en Argent
- Croix d'honneur
- Agrafe de la croix de fer (1939)
  - 2e classe (26 septembre 1939)
  - 1re classe (2 juillet 1940)
- Médaille du Front de l'Est (16 juillet 1942)
- Agrafe de la liste d'honneur (21 juin 1942)
- Croix allemande en Or (29 janvier 1942)
- Croix de chevalier de la croix de fer
  - Croix de chevalier le 6 avril 1944 en tant que Generalleutnant et commandant de la 267. Infanterie-Division[1]
- Mentionné dans le bulletin radiophonique Wehrmachtbericht (1er mars 1944)